# Аликс
Аликс (фр. Alix) насеље је и општина у источној Француској у региону Рона-Алпи, у департману Рона која припада префектури Вилфранш сир Саон.
По подацима из 2011. године у општини је живело 710 становника, а густина насељености је износила 196,68 становника/km². Општина се простире на површини од 3,61 km². Налази се на средњој надморској висини од 284 метара (максималној 408 m, а минималној 258 m).

## Демографија
| 1962. | 1968. | 1975. | 1982. | 1990. | 1999. | 2011. |
| ----- | ----- | ----- | ----- | ----- | ----- | ----- |
| 807   | 891   | 842   | 776   | 665   | 690   | 710   |

График промене броја становника у току последњих година